# Печать Нью-Йорка
Печать Нью-Йо́рка (англ. Seal of New York City) — один из официальных символов города Нью-Йорк.
Первый вариант печати появился в 1686 году. Центральным элементом печати является барочный щит. На нём изображено четыре крыла ветряных мельниц, между которыми снизу и сверху изображены бобры, а слева и справа — бочки с мукой. Эти символы отражают основные товары, производившиеся в городе в ранние годы. Так, с принятием в 1674 году акта о просеивании (англ. Bolting Act) Нью-Йорк получил право на монопольное производство и экспорт муки.
Левым щитодержателем является моряк-колонист, одетый в традиционную одежду. В правой руке он держит грузило. Слева сверху от его правого плеча расположен старинный астрономический инструмент посох Якова. Правым щитодержателем является представитель индейского племени Ленапе, населявшего остров Манхэттен. В левой руке он держит охотничий лук. Щитодержатели, как и сам щит, расположены на лежащей горизонтально лавровой ветви.
Нашлемником щита является восседающий на стилизованном северном полушарии раскинувший крылья и смотрящий налево белоголовый орлан. Он появился на печати в 1784 году, после революции. До этого нашлемником служила корона, символизирующая владычество Британской монархии.
Под лавровой ветвью находится заключённое в буллиты число 1625. Оно символизирует год основания голландского поселения Новый Амстердам, ставшего впоследствии Нью-Йорком. На самом же деле первые голландцы прибыли на территорию будущего поселения в 1624 году, а Нью-Амстердам получил статус города лишь в 1653 году. До 30 декабря 1977 года в печати использовалось число 1664. Оно символизировало год перехода поселения под юрисдикцию англичан.
Центральные элементы печати опоясываются полукруглой лентой. На ней написан девиз Sigillum Civitatis Novi Eboraci, что в переводе с латыни означает «Печать Города Нью-Йорк». С внешней стороны печать окружена лавровым венком.